# Hạm đội tàu sân bay thứ nhất (Đế quốc Nhật)
Hạm đội Tàu Sân bay thứ nhất (第一航空戦隊 (Đệ nhất Hàng không Mẫu hạm Chiến đội) Dai-Ichi Kōkū sentai, thường được viết tắt là  一航戦 Ikkō-sen) là một đơn vị Hàng không Mẫu hạm thuộc Đệ nhất Hàng không Chiến đội của Đại Đế quốc Nhật Bản Hải quân. Vào đầu Chiến dịch Thái Bình Dương trong Thế chiến thứ hai, Đệ nhất Hàng không Mẫu hạm Chiến đội bao gồm các Hàng không Mẫu hạm là Akagi và Kaga. Hạm đội tham gia Cuộc Tấn công Trân Châu Cảng và Cuộc Đột Kích Ấn Độ Dương. Sau khi hai Hàng không Mẫu hạm Akagi và Kaga bị đánh chìm trong trận Hải chiến Midway vào tháng 06 năm 1942, các Hàng không Mẫu hạm Shōkaku, Zuikaku, và Zuihō được chỉ định và phối trí để thành lập lại Tân Đệ nhất Hàng không Mẫu hạm Chiến đội Đại Đế quốc Nhật Bản Hải quân.

## Cơ cấu lực lượng
| Ngày                         | Tàu                                                                    |
| ---------------------------- | ---------------------------------------------------------------------- |
| 1 tháng 4 năm 1928 (ban đầu) | Akagi, Hōshō và Khu trục đội 6: Ume, Kusunoki                          |
| 1 tháng 12 năm 1931          | Kaga, Notoro và Khu trục đội 2: Minekaze, Okikaze, Yakaze, Sawakaze    |
| 15 tháng 11 năm 1934         | Ryūjō, Hōshō và Khu trục đội 5: Asakaze, Harukaze, Matsukaze, Hatakaze |
| 1 tháng 12 năm 1937          | Kaga và Khu trục đội 29: Oite, Hayate, Asanagi, Yūnagi                 |
| 15 tháng 11 năm 1939         | Akagi và Khu trục đội 19: Isonami, Uranami, Ayanami, Shikinami         |
| 10 tháng 4 năm 1941          | Akagi, Kaga và Khu trục đội 7: Akebono, Ushio                          |
| 14 tháng 7 năm 1942          | Shōkaku, Zuikaku, Zuihō                                                |
| 1 tháng 4 năm 1944           | Taihō, Shōkaku, Zuikaku                                                |
| 15 tháng 8 năm 1944          | Unryū, Amagi                                                           |
| 15 tháng 12 năm 1944         | Amagi, Unryū, Katsuragi, Jun'yō, Ryūhō                                 |
| 10 tháng 4 năm 1945          | Giải thể                                                               |

## Chỉ huy
| Stt | Quân hàm     | Tên                | Ngày                 |
| --- | ------------ | ------------------ | -------------------- |
| 1   | Chuẩn Đô đốc | Takahashi Sankichi | 1 tháng 4 năm 1928   |
| x   | Giải thể     | Giải thể           | 10 tháng 12 năm 1928 |
| 2   | Chuẩn Đô đốc | Takahashi Sankichi | 1 tháng 4 năm 1929   |
| 3   | Chuẩn Đô đốc | Edahara Yurikazu   | 30 tháng 11 năm 1929 |
| 4   | Chuẩn Đô đốc | Katō Takayoshi     | 1 tháng 12 năm 1930  |
| 5   | Chuẩn Đô đốc | Oikawa Koshirō     | 15 tháng 11 năm 1932 |
| 6   | Chuẩn Đô đốc | Yamamoto Isoroku   | 3 tháng 10 năm 1933  |
| 7   | Chuẩn Đô đốc | Wada Hideho        | 1 tháng 6 năm 1934   |
| 8   | Chuẩn Đô đốc | Satō Saburō        | 15 tháng 11 năm 1935 |
| 9   | Chuẩn Đô đốc | Takasu Shirō       | 1 tháng 12 năm 1936  |
| 10  | Chuẩn Đô đốc | Kusaka Jin'ichi    | 1 tháng 12 năm 1937  |
| 11  | Chuẩn Đô đốc | Hosogaya Boshirō   | 25 tháng 4 năm 1938  |
| 12  | Chuẩn Đô đốc | Jisaburō Ozawa     | 15 tháng 11 năm 1939 |
| 13  | Chuẩn Đô đốc | Michitarō Totsuka  | 1 tháng 11 năm 1940  |
| 14  | Phó Đô đốc   | Chūichi Nagumo     | 10 tháng 4 năm 1941  |
| 15  | Phó Đô đốc   | Jisaburō Ozawa     | 11 tháng 11 năm 1942 |
| 16  | Chuẩn Đô đốc | Keizō Komura       | 1 tháng 10 năm 1944  |
| 17  | Chuẩn Đô đốc | Sueo Ōbayashi      | 10 tháng 12 năm 1944 |
| x   | Vị trí trống | Vị trí trống       | 10 tháng 3 năm 1945  |
| x   | Giải thể     | Giải thể           | 10 tháng 4 năm 1945  |

Hạm đội tàu sân bay thứ nhất tham gia vào trận chiến giữa các tàu sân bay lớn nhất trong lịch sử, Trận chiến Marianas, và đặc biệt là Trận chiến biển Philippine (cái gọi là"Đợt đại săn gà tây Mariana") vào ngày 19-20 tháng 6, nơi các lực lượng hải quân Nhật Bản đã bị đánh bại một cách dứt khoát với những tổn thất nặng nề và không thể thay thế cho đội máy bay dựa trên tàu sân bay và trên đất liền của họ..